# Грекулов, Андрей Степанович
Андре́й Степа́нович Греку́лов (?—1856) — генерал-майор, участник Русско-персидской (1826—1828), Русско-турецкой (1828—1829) и Кавказской войн. Георгиевский кавалер.

## Биография
Андрей Грекулов происходил из дворян Курской губернии Суджанского уезда.
В службу Грекулов вступил в 1818 году юнкером в 38-й егерский полк. 11 (23) марта 1820 года был произведён в первый офицерский чин ― прапорщика. В 1822 году присвоен чин подпоручика и в том же году был переведён прапорщиком в Харьковский драгунский полк. В следующем 1823 году Грекулов был произведён в поручики и переведён в 42-й егерский полк. В 1825 году присвоен чин штабс-капитана.
Грекулов принимал участие в Русско-персидской (1826—1828) и следующей Русско-турецкой (1828—1829) войнах. В турецкую кампанию 1828 года участвовал в штурме и взятии Карса (20 июня [2 июля] — 23 июня [5 июля]), где был ранен саблей, а также пулей в правую ногу (контужен). За боевые отличия в том штурме Грекулов был награждён орденом Св. Владимира 4-й степени с бантом. В той же кампании он принимал участие во взятии Ахалкалаки (23 июля [4 августа]), разгроме войск сераскира Косы Мехмед-паши в Ахалцихском сражении (9 [21] августа), во время которого получил пулевое ранение в левую ногу. В кампанию 1829 года участвовал в сражениях при селении Каинлы (19 июня [3 июля]) и урочище Милли-Дюзе (20 июня [2 июля]), где трёхбунчужному Гагки-паше было нанесено решительное поражение, а также во взятии Эрзерума 27 июня [9 июля]. В том же году Грекулову был присвоен чин капитана.
Во время Кавказской войны Грекулов в 1830 году участвовал в разгроме джарцев под Новыми Закаталами (21 июня [3 июля]). В 1831 ― в экспедициях против Мир Гасан-хана талышского; табасаранов, в которой за отличие при Дювеке был награждён золотой полусаблей «За храбрость» и в Тарковское шамхальство. Так же в том году участвовал в разгроме войск Аммалат-бека при Эрпели и Гази-Мухаммада под Чиркеем в Дагестане. В 1832 ― в боестолкновении с койсубулинцами.
В 1834 году Грекулов был переведён в Мингрельский егерский полк, а в следующем 1835 ― произведён в майоры. В 1837 году участвовал в Цебельдинской экспедиции против «непокорных» горцев на Западном Кавказе и взятии Адлера. 22 апреля (4 мая) 1838 года Грекулову был присвоен чин подполковника. В 1839 году участвовал в Аджиахурском сражении и взятии Ахты. В 1840 году участвовал в походе в Аух и взятии главного селения ауховцев (или аккинцев равнинных) ― Кишень-Аух, а также в сражениях на реке Валерик и в Гойтинском лесу. В том же году Геркулов был награждён орденом Св. Георгия 4-й степени. В 1841 году участвовал в штурме Хубарских высот.
8 (20) мая 1841 года Грекулову был присвоен чин полковника, а в 1846 назначен командиром Мингрельского егерского полка. 8 (20) апреля 1851 года произведён в генерал-майоры. Продолжал служить на Кавказе. По состоянию на 1855 год ― заведующий Тифлисским гарнизоном, «впредь до отправления в Образцовый пехотный полк».
Умер в 1856 году.
| - Орден Святого Владимира 4-й степени с бантом (1828) - Орден Святой Анны 4-й степени «За храбрость» (1828) - Орден Святой Анны 3-й степени с бантом (1830) - Золотая полусабля «За храбрость» (1833) - Орден Святого Станислава 2-й степени (1837) - Орден Святой Анны 2-й степени (1839) - Императорская корона к ордену Св. Анны 2-й ст. (1840) - Орден Святого Георгия 4-й степени «за 25 лет» (№ 6269; 11.12.1840) - Орден Святого Владимира 3-й степени (1850) | - юнкер (вступил в службу) (1818) - прапорщик (11.03.1820) - подпоручик (1822) - поручик (1823) - штабс-капитан (1825) - капитан (1829) - майор (1835) - подполковник (22.04.1838) - полковник (08.05.1841) - генерал-майор (08.04.1851) |